# Chiesa di San Leonardo Abate
La chiesa di San Leonardo Abate è la parrocchiale di Masi Torello, in provincia di Ferrara ed arcidiocesi di Ferrara-Comacchio.

## Storia
San Leonardo di Noblac è il patrono principale di questa comunità: il suo nome, alla chiesa e alla parrocchia, lo si trova in documenti ecclesiali e civili già nel 1200. Notizie più dettagliate risalgono alla visita pastorale, nel 1434, del vescovo di Ferrara, il beato Giovanni Tavelli da Tossignano, nella cui relazione è espressamente citata la parrocchia dedicata a san Leonardo Abate.
La chiesa parrocchiale, in stile barocco, è attribuita all'architetto ferrarese Antonio Foschini, con pitture eseguite da Luigi Corbi e stucchi dello stesso Foschini.

## Descrizione
Sulla navata si aprono due altari per lato: i due a destra dedicati a sant'Antonio da Padova e san Rocco, i due a sinistra dedicati a santa Eurosia ed alla Madonna del Rosario.
Il patrono san Leonardo figura in un affresco al centro del soffitto di Massimo Baseggio (1700), in un dipinto ad olio su tela al centro dell'abside di Costanzo Catanio Francesco (1650) ed in un moderno altorilievo in terracotta di Alberta Silvana Grilanda (2000).